# Michal Ďuriš
Michal Ďuriš (Uherské Hradiště, Eslovaquia, 1 de junio de 1988) es un futbolista eslovaco. Juega de delantero y su equipo es el F. C. Spartak Trnava de la Superliga de Eslovaquia. 

## Selección nacional
Ha sido internacional con la selección de fútbol de Eslovaquia en 59 ocasiones y ha anotado 7 goles. El 12 de noviembre de 2020, en el encuentro ante Irlanda del Norte del playoff de clasificación para la Eurocopa, marcó en la prórroga el gol que clasificó a su selección para la Eurocopa 2020.

## Clubes
| Club                          | País            | Año       |
| ----------------------------- | --------------- | --------- |
| F. K. Dukla Banská Bystrica   | Eslovaquia      | 2005-2010 |
| F. C. Viktoria Plzeň          | República Checa | 2010-2017 |
| F. K. Mladá Boleslav (cedido) | República Checa | 2014-2015 |
| F. C. Orenburg                | Rusia           | 2017-2018 |
| Anorthosis Famagusta (cedido) | Chipre          | 2018      |
| Anorthosis Famagusta          | Chipre          | 2018-2020 |
| A. C. Omonia Nicosia          | Chipre          | 2020-2022 |
| Ethnikos Achnas               | Chipre          | 2022      |
| Karmiotissa Polemidion        | Chipre          | 2022-2023 |
| Othellos Athienou F. C.       | Chipre          | 2023-2024 |
| F. C. Spartak Trnava (cedido) | Eslovaquia      | 2023      |
| F. C. Spartak Trnava          | Eslovaquia      | 2024-     |

## Palmarés

### Campeonatos nacionales
| Título                               | Club                 | País            | Año  |
| ------------------------------------ | -------------------- | --------------- | ---- |
| Liga de Fútbol de la República Checa | F. C. Viktoria Plzeň | República Checa | 2011 |
| Supercopa de la República Checa      | F. C. Viktoria Plzeň | República Checa | 2011 |
| Liga de Fútbol de la República Checa | F. C. Viktoria Plzeň | República Checa | 2013 |
| Supercopa de la República Checa      | F. C. Viktoria Plzeň | República Checa | 2015 |
| Liga de Fútbol de la República Checa | F. C. Viktoria Plzeň | República Checa | 2016 |
| Primera División de Chipre           | A. C. Omonia Nicosia | Chipre          | 2021 |
| Supercopa de Chipre                  | A. C. Omonia Nicosia | Chipre          | 2021 |
| Copa de Eslovaquia                   | F. C. Spartak Trnava | Eslovaquia      | 2025 |